# Lewanika
Lewanika (1842-1916 ; aussi connu comme Lubosi, Lubosi Lewanika ou Lewanika I), de l'ethnie lozi (nommée aussi barotse), est le litunga c'est-à-dire le roi ou chef suprême du Barotseland de 1878 à 1916 (avec une interruption en 1884-1885).
Une description détaillée, quoique partiale, du roi « Lubossi » se trouve dans l'ouvrage Como eu atravessei a África (« Comment j'ai traversé l'Afrique ») de l'explorateur portugais Alexandre de Serpa Pinto, narration de son voyage de 1878–1879 en Afrique, paru en 1881.

## Biographie

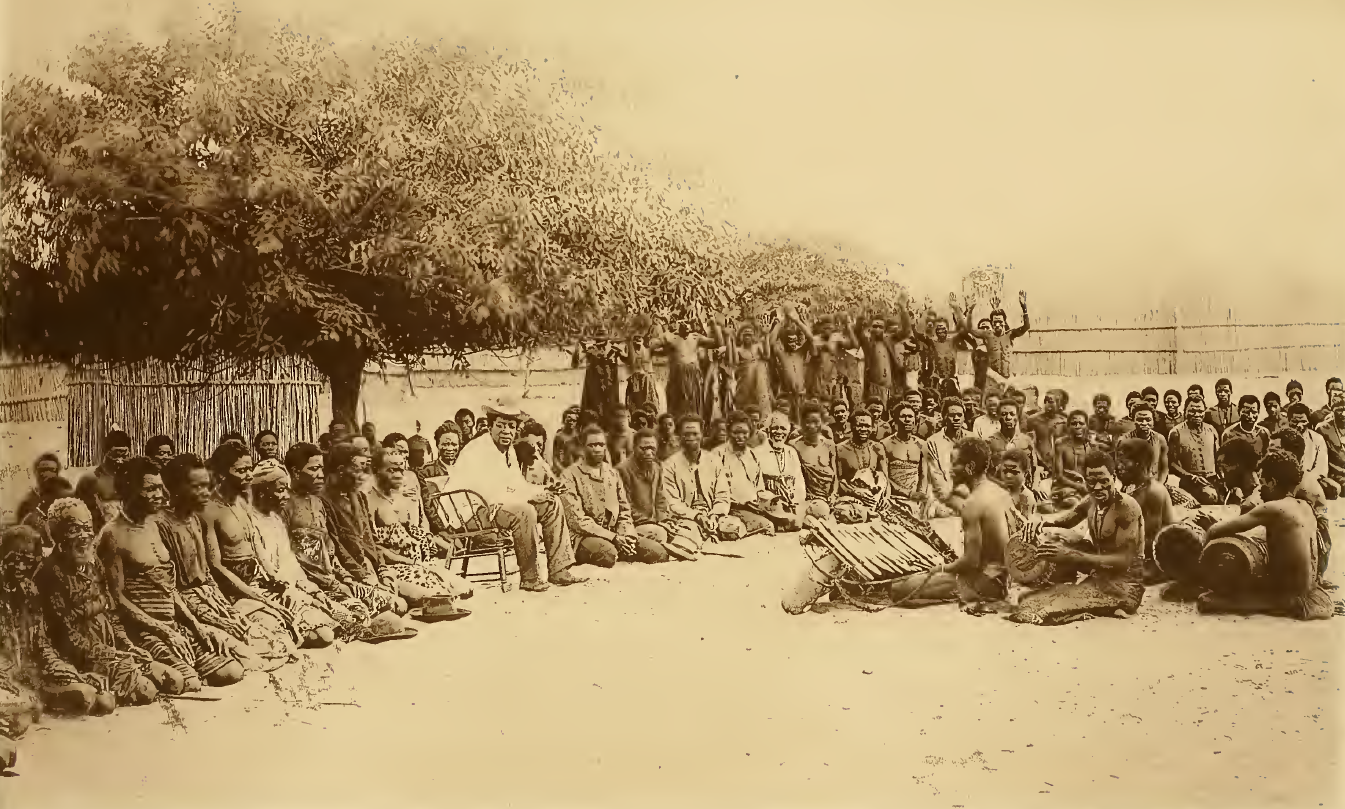
La cour du roi Lewanika, 1891.

Né en  1842, Lewanika est le fils de Lityia (ou Litia), ce dernier étant lui-même l'un des nombreux fils de Mulambwa, un puissant roi. Né dans la plaine de Bulozi (ou plaine inondable de Barotse), alors qu'il est encore un enfant, il fuit avec son père vers Nyengo, à la frontière ouest du royaume, pour échapper aux nombreuses querelles parfois sanglantes qui agitent le royaume, consécutives aux rivalités entre les deux factions qui cherchent à s'emparer du titre de litunga (« roi ») depuis la mort de son grand-père en 1830. Litiya supporte la faction menée par son frère Imbuwa. Sekeletu (en), roi Makololo, qui gouverne la plaine de Lubozi à partir des années 1850, tue Imbuzwa et le père de Lewanika mais épargne son fils. Les Makololo sont défaits en 1864 et les Lozi reviennent au pouvoir. Le nouveau roi, Sipopa, éduque Lewanika à Lealui. Ce dernier accède au trône en 1878, et il mène un sanglant pogrom afin de se débarrasser de ses rivaux.
En décembre 1882, le missionnaire Frederick Stanley Arnot atteint Lealui, la capitale du Barotseland, après avoir traversé le désert du Kalahari en provenance de ce qui est de nos jours le Botswana. Le roi Lewanika le garde auprès de lui pendant dix-huit mois avant de l'obliger à reprendre sa route ; il l'autorise à partir vers l'ouest alors qu'il prévoyait de poursuivre vers l'est. Durant son séjour, Arnot apprend à lire aux enfants du roi et tente de les évangéliser.
Arnot est présent lorsque Lewanika reçoit une proposition des Ndébélé de faire alliance afin de résister aux Blancs. Il est probable qu'il met en avant les avantages d'un protectorat britannique en matière de santé et de sécurité notamment. Arnot quitte le royaume en 1884 en raison de problèmes de santé et aussi parce qu'une rébellion contre Lewanika menace. Cette rébellion oblige Lewanika à fuir à nouveau, mais grâce à ses fidèles, il arrive à l'écraser et revient au pouvoir en 1885. George Westbeech (un explorateur anglais de l'époque) décrit la scène ainsi : « La plaine, de Lia-liue à Mongu, sur une distance de douze miles sans végétation, est maintenant couverte de squelettes et de crânes grimaçants… » C'est après cet évènement que le roi, appelé originellement « Lubosi », est nommé « Lewanika », ce qui signifie « le conquérant »[réf. souhaitée].
Lewanika accepte de mettre le Barotseland, aujourd'hui une province de la Zambie, sous contrôle britannique lorsque, en 1890, il signe un accord avec Cecil Rhodes afin que ce dernier gouverne le territoire, incorporé dans ce qui s’appellera ensuite la  Rhodésie, au nom du gouvernement du Royaume-Uni via son entreprise, la British South Africa Company. Il s'estime en effet menacé par les Ndébélé de Lobengula au sud, par les Portugais à l'ouest et par les divers Blancs désireux de coloniser l'Afrique centrale. Il cherche donc la protection britannique et accepte l'installation des missionnaires. Il est cependant mécontent de l'application pratique de l'accord avec la BSAC et il en appelle, sans succès, à la Couronne britannique. Lewanika raconte à James Johnston, un missionnaire, qu'il a écrit aux Britanniques, demandant que son royaume devienne un protectorat. Il attend la réponse depuis des années lorsqu'arrivent des gens avec des documents affirmant qu'ils ont le pouvoir de réaliser cela. Le roi est rassuré par François Coillard, un missionnaire français, qui lui sert d'interprète auprès des émissaires. Lewanika est reconnaissant que son souhait soit enfin exaucé et il envoie deux énormes défenses d'éléphant en cadeau à la reine Victoria. Par la suite, Lewanika est furieux de constater que les hommes qu'il a reçus sont en fait des émissaires d'une compagnie sud-africaine et que les défenses ne sont pas allées à la reine mais ornent la salle du conseil d'administration de l'entreprise. Sur la base de ce récit, Johnston aide Lewanika à écrire une lettre de protestation. Lewanika s’avère par la suite d'une grande aide pour Johnston, lui apportant son assistance lors de négociations avec des chefs subordonnés du voisinage.
En 1902, Lewanika visite Londres à l'occasion du couronnement d'Edouard VII et d'Alexandra de Danemark ; il est traité avec respect, il obtient une audience auprès du roi et une rencontre avec le prince de Galles, futur George V. Lorsqu'on demande à Lewanika les sujets qu'il veut aborder avec le souverain britannique, il répond : « Lorsque les rois se rencontrent, ils ont toujours beaucoup de choses à se dire. »

## Dynastie
L'aîné des fils de Lewanika, Litia, succède à son père, sous le nom de Yeta III, à la mort de ce dernier en 1916. Son troisième fils, Imwiko, succède à son frère en 1945, et, lorsqu'il décède trois ans plus tard, un de ses frères arrive au pouvoir sous le nom de Mwanawina III. Ce dernier décède en 1968, un autre frère, Mbikusita, règne de 1968 à 1977 sous le nom de Lewanika II. Un article de journal de 1902 parle de deux fils, Imaski et Lubasci, qui font leurs études au Royaume-Uni à cette époque, ainsi que d'un beau-fils, Ishi-Kambai. L'une de ses filles travaille comme enseignante à la capitale et une autre est dite être morte pendant son séjour au Royaume-Uni en 1902.
La plus jeune des filles de Lewanika est « Son Altesse Royale » Lundambuyu Dorcas Lewanika, qui règne à Mboajikana, dans le district de Kalabo, de 1959 à 1995. Elle a deux enfants, Maureen Mwangala Mutau et Martin Mwanangombe Mutau. Le nom « Lewanika » continue à être utilisé comme nom de famille, par exemple par les enfants de Lewanika II, Akashambatwa Mbikusita-Lewanika, un homme politique zambien et par Inonge Mbikusita-Lewanika, ambassadrice de Zambie.